# Super Sprint
Super Sprint — видеоигра для аркадных автоматов, разработанная и изданная американской компанией Atari Games в 1986 году. Игрок управляет автомобилем, похожим на болид Формулы-1, на трассе, наблюдаемой сверху.

## Игровой процесс
Super Sprint — простая гоночная игра. До трёх игроков могут одновременно могут соревноваться на гоночной трассе против компьютерных противников. В игре используется вид сверху. Трассы умещаются на одном экране, прокрутка не используется. Всего в игре 8 трасс. По мере прохождения уровней, на трассах появляется всё больше препятствий, таких как лужи масла и маленькие торнадо. Если машина сталкивается с ними, игрок теряет управление. Столкновение со стеной на большой скорости и падение с мостов уничтожает машину, но вскоре вертолёт привозит новую.
Машина может быть улучшена: для этого надо собирать лежащие на трассе гаечные ключи. Три ключа можно обменять на улучшенное сцепление, ускорение или повышение максимальной скорости.

## Версии для других систем
Super Sprint была портирована на домашние компьютеры и игровые приставки:
- Amstrad CPC
- Atari ST
- Commodore 64
- ZX Spectrum
- Amiga (2012)
- Nintendo Entertainment System
- PlayStation (в составе Arcade Party Pak)
- Game Boy Advance (2005, вместе с Spy Hunter)

Super Sprint также была включена в состав сборника Midway Arcade Treasures для Nintendo GameCube, PlayStation 2 и Xbox, а также для PC.

## Восприятие
Игра упоминается в справочнике видеоигр Тони Мотта под названием «1001 видеоигра, в которые вы должны поиграть, прежде чем умереть» (англ. 1001 Video Games You Must Play Before You Die), в котором перечисляются рекомендуемые видеоигры в порядке их выхода и краткие эссе к ним. В нём отмечается проработанная анимация гоночных автомобилей, а также дорогой рулевой механизм, встроенный в корпус аркадного автомата, который, как считает автор сборника, подходит для Super Sprint намного лучше, чем простой джойстик.